# Lobophora hexapterata
Lobophora hexapterata är en fjärilsart som beskrevs av Ignaz Schiffermüller 1775. Lobophora hexapterata ingår i släktet Lobophora och familjen mätare. Inga underarter finns listade i Catalogue of Life.